# Marc Davis (Animator)
Marc Fraser Davis (* 30. März 1913 in Bakersfield, Kalifornien; † 12. Januar 2000 in Glendale, Kalifornien) war ein US-amerikanischer Trickfilmzeichner und zählte zu Walt Disneys Nine Old Men. Neben seiner Arbeit an Filmen wie Peter Pan, Dornröschen und 101 Dalmatiner war er zudem als Designer mehrerer Disneyland-Attraktionen tätig.
Davis’ Kindheit war von Unstetigkeit geprägt: sein Vater Harry Davis arbeitete an der Erschließung neuer Ölvorkommen in den USA, so dass die Familie mehrmals umzog und der junge Davis dadurch auf mehr als zwanzig verschiedene Schulen ging.
Nach Abschluss der High School besuchte Davis das Kansas City Art Institute, die California School of Fine Arts in San Francisco sowie das Otis Art Institute in Los Angeles.
1935 kam er zu den Walt Disney Studios, wo er als Trickfilmassistent bei der Produktion von Schneewittchen und die sieben Zwerge begann. Es folgten unter anderem Bambi, Cinderella und Alice im Wunderland. Davis war es auch, der die Figuren der Fee Glöckchen in Peter Pan, der Malefitz und der Prinzessin Aurora in Dornröschen sowie der Cruella de Vils in 101 Dalmatiner animierte. Marc Davis’ Einfluss und Ansehen im Studio war so groß, dass er von Walt Disney zu seinen „Nine Old Men“ gezählt wurde.
Davis wechselte schließlich zu Walt Disney’s Designabteilung für dessen Disneyland-Themenpark (heute als Walt Disney Imagineering bekannt). Dort war er maßgeblich für Attraktionen wie The Enchanted Tiki Room, It’s a Small World, Pirates of the Caribbean und The Haunted Mansion verantwortlich. Dabei arbeitete er oft mit seiner Frau Alice Davis, mit der er seit 1956 verheiratet war, zusammen.
1978 ging Davis in den Ruhestand, war aber in den folgenden Jahren weiterhin als Berater für Walt Disney Imagineering bei der Gestaltung von Epcot in Florida und Tokyo Disneyland tätig.
1989 wurde er von der Walt Disney Company zur „Disney-Legende“ („Disney Legend“) ernannt.
Marc Davis verstarb am 12. Januar 2000 im kalifornischen Glendale.